# Sōichi Konagaya
Sōichi Konagaya (jap. 小長谷 宗一, Konagaya Sōichi; * 16. März 1949 in Kamakura, Präfektur Kanagawa) ist ein japanischer Komponist.
Er absolvierte sein Studium an der Tokyo National University of Fine Arts and Music und graduierte 1973 im Hauptfach Perkussion-Instrumente. Dort war er Schüler von Yusuke Koyake und Seimon Ariga. 
Bereits während seiner Studienzeit begann er zu komponieren. Nach dem Studium war er Arrangeur bei CBS SONY Studio. Danach entwickelte er besondere Aktivitäten in der Komposition von Werken für Blasorchester und seine Werke fanden sehr schnell große Beachtung. Er wurde ständiger Dirigent der Asia University Band. Zugleich baute er Kontakte zur Tokyo Ballet Company auf und schuf Werke mit verschiedenen Tänzen für diese Compagnie. 1998 wurde er mit dem Preis der Bandmasters Academic Society of Japan (nunmehr: Academic Society of Japan for Winds Percussion and Bands) ausgezeichnet. Gegenwärtig ist er Berater und Direktor für Workshops und Band-Clinics der Academic Society of Japan for Winds Percussion and Bands und Vorstandsmitglied des „Kyo-En“ 21st Century Wind Music. Der Ageo Citizen’s Wind Band steht er als Dirigent vor. Ferner ist er ein gefragter Dirigent und Dozent für Workshops und Clinics.

## Werke

### Werke für Blasorchester
- 1972 Japanese Tune
  1. Adagio – Etenra ku
  2. Tanz des Genroku-Blumen-Festivals
  3. Lied der Kirschblüte – Shakuhachi-Thema (Japanische Bambusflöte)
  4. Yagi Bushi – Taiko-Trommeln zur Tiger-Jagd
- 1973 SyZyGy Fantasy for Band
- 1973 Zodiac Concert for Bass-Trombone and Wind Band
- 1974 A für Bambus-Flöte und Blasorchester
- 1975 Fable for Tuba, Percussion und Blasorchester
- 1976 Pops Suite für zwei Tubas und Blasmusikkapelle
- 1981 The Muses Suite for Band
- 1996 Grand March
- 1999 Dream A Suite for Wind Ensemble
  1. Slumber
  2. A Strange dream
  3. The pursued dream from something
  4. From a graceful dream to the waking
- A Children’s Street for Wind Ensemble
- Christmas Today
- Dance for Breeze and Blaze
- Fanfare for Band, Monument of SHIKIBU
- Introduction from „Memories of a Day“
- Lyric March
- Marsch „Mirai no Kaze“
- Marsch „Wind from the Future“
- Marsch „The Nine“
- Star Puzzle March
- Symphonic Poem „Sprits in Sphere“
- Tales of the Sea

### Kammermusik
- 1999 Andante für Euphonium und Klavier
- 1999 In The Still Of The Night für Euphonium und Klavier
- Suite for Solo Timpani & Percussion Ensemble
- Tico-Tico for five percussionists

| Personendaten    | Personendaten           |
| ---------------- | ----------------------- |
| NAME             | Konagaya, Sōichi        |
| ALTERNATIVNAMEN  | 小長谷 宗一 (japanisch) |
| KURZBESCHREIBUNG | japanischer Komponist   |
| GEBURTSDATUM     | 16. März 1949           |
| GEBURTSORT       | Kamakura, Japan         |